# Sallie Wilson
Sallie Wilson (Fort Worth, Texas; 18 de abril de 1932-27 de abril de 2008) fue una bailarina que formó parte del New York City Ballet, donde bailó junto a Martha Graham en el estreno de la colaboración de Graham y George Balanchine en NYCB, Episodes en mayo de 1959, y posteriormente con el American Ballet Theatre, donde estuvo estrechamente relacionada con varios ballets creados por Antony Tudor.
En 1966, logró buenas críticas como Hagar en la reposición de ABT del ballet Pillar of Fire de Tudor, con la música de Noche transfigurada de Arnold Schönberg. El ballet se basa libremente en el poema que inspiró la pieza de Schoenberg (aunque bastante vagamente) en lugar de la historia bíblica de Agar.
Wilson hizo una aparición en televisión, como la Sra. Stahlbaum, la madre de Clara (Gelsey Kirkland), en la versión televisiva de Mijaíl Barýshnikov de El cascanueces de Chaikovski, y una aparición cinematográfica, en el documental de PBS de 1973 American Ballet Theatre: A Close-Up in Time. También apareció en el especial de televisión de Merv Griffin "Sidewalks of New England" en 1968, interpretando el ballet Fall River Legend de Agnes De Mille.
Wilson era maestra de ballet del New York Theatre Ballet cuando murió de cáncer en Manhattan, el 27 de abril de 2008.

## Coreografía
Wilson coreografió varios ballets. Sus dos primeras obras coreográficas, Liederspiel (1978) y Fête (1979) fueron creadas en el Arlington Dance Theatre (Arlington, Virginia), bajo la dirección de Carmen Mathé (exbailarina del London Festival Ballet, National Ballet of Washington y Ballet Chicago). Ella eligió a Ken Ludden como el protagonista masculino en ambos trabajos. Luego coreografió dos ballets, Pandora's Box y Eve, en Italia para su compañera bailarina y amiga de mucho tiempo Carla Fracci. De vuelta en Nueva York, se convirtió en asesora artística del Poughkeepsie Ballet Theatre y formó una pareja de baile con Ludden, que era bailarina principal de esa compañía. Wilson y Ludden bailaron una reelaboración de Fiddler's Child de Gilbert Reed (1981 en el Teatro Bardavon), un papel que Wilson había estrenado anteriormente en el Festival de Spoleto con la estrella de ballet Lawrence Rhodes. Wilson y Ludden también aparecieron en Reed's Romance (1982), un dúo creado específicamente para ellos.
El siguiente trabajo de Wilson fue "Piazza San Marco" (1983), que coreografió para ella y Ludden. También en 1983, Wilson apareció en el papel principal de Royal Invitation: Homage to the Queen of Tonga de Ludden en el Kennedy Center for the Performing Arts en Washington D. C. Después de eso, Wilson pasó a crear dos obras más, Idyll (1983) y Cheri (1985), nuevamente con Ludden en todas menos en la obra final. En 1986, el Riverside Dance Festival presentó Dances by Sallie Wilson and Ken Ludden en el que la pareja presentó un programa mixto de obras que habían coreografiado.